# Чрезвычайное происшествие (телепрограмма)
«Чрезвыча́йное происше́ствие» (ЧП) (предыдущие названия: «Кримина́л», «По пра́ву», «Протоко́л») — информационная программа, выходящая на НТВ с 1996 года (первоначально передача называлась «Криминал»). Программа показывает криминальные новости России и зарубежья за последние 24 часа. C 2022 года сюжеты выпуска публикуются в Telegram-канале телепередачи. В 2005—2015 годах по воскресеньям подводились итоги недели в программе «ЧП. Обзор за неделю». Также выходит в эфир документальный цикл «ЧП. Расследование».

## История

### «Криминал» (1996 — 2004)
Программа криминальных новостей была создана корреспондентом Службы информации НТВ Николаем Николаевым и начала выходить под названием «Криминал» с 11 ноября 1996 года. Она транслировалась по будням в утреннем блоке «Сегодня утром» и вечером до программы «Сегодня». В программе анализировались все преступления. Согласно описанию со старой версии сайта НТВ, в первые два года формат передачи был несколько иным, чем сейчас: ведущих в программе не было, хронометраж её был небольшим, а корреспонденты озвучивали сюжеты за кадром:
«С самого начала программа была совсем другой — не было ведущих, скудная компьютерная графика, маленький хронометраж. Корреспондентов никто не знал в лицо — они просто никогда не появлялись в кадре. С годами программа росла, а вместе с ней рос и профессиональный уровень репортёров».
Принципиальным отличием программы от других, существовавших тогда на российском телевидении, было то, что она делалась автономно от правоохранительных органов, корреспонденты нередко критиковали их деятельность в своих репортажах, а в её редакции не было ни одного действующего сотрудника милиции. В некоторых регионах вещания (например, в Самаре) часто перекрывалась местными программами.
С самого основания передачи в ноябре 1996 года программы информационного вещания НТВ могут использовать прямые включения и репортажи корреспондентов программ общественно-правового вещания для передачи оперативной информации в рамках своего эфирного времени.
В 1998—2001 годах корреспонденты стали появляться в кадре (ведущих в кадре по-прежнему не было), а сама программа стала делиться на рубрики — «Только что», «Спецзадание», «Судебный процесс», «Ночной криминал» и «Международный криминал» — и заканчиваться титрами с полным перечислением всех штатных сотрудников редакции тех лет, вне зависимости от того, работали ли они на выпуск или нет. Долгие годы среди штатных корреспондентов службы правовых программ не было ни одной женщины, поскольку первые её руководители считали, что работу по 12-14 часов в день и постоянные выезды на съёмки трупов, мест происшествия и криминальных авторитетов способны выдержать только мужчины. Женщины-корреспонденты в штате стали появляться только на стыке конца 1990-х и начала 2000-х годов.
С 19 марта 2001 года программа стала выходить в 19:45 и обрёла свою современную структуру построения выпуска: так, помимо ввода нового оформления плашек опознания места и лиц, в передаче впервые появились студия и ведущие. Выпуски вели Михаил Фролов, Сергей Фарафонов, Юрий Шалимов, Марат Сетдиков и Александр Анучкин (поочерёдно), а выходили они первое время из студии программы «Старый телевизор», где на фоне хромакея накладывался фон, представлявший собой фрагмент заставки передачи, как и во многих других программах утреннего канала НТВ тех лет.
В апреле 2001 года, когда возникла угроза изменения руководства НТВ, журналисты, работавшие над проектами отдела правовых программ, изначально поддержали общую позицию журналистского коллектива НТВ. Но всё изменилось 9 апреля 2001 года. Во время обострения ситуации вокруг телекомпании НТВ, в эфире программы «Криминал» в 19:40 автор и ведущий передачи Михаил Фролов заявил о том, что «программа больше не будет выходить в эфир НТВ». Весь штат криминальных программ покинул телеканал в полном составе, заявив, что больше не желает работать с Николаевым.
«В сложившейся ситуации мы не можем найти общего языка с теми людьми, которые сегодня определяют политику этого канала. И мы уходим. Надеемся, что наши постоянные зрители нас простят. До свидания».
В ночь захвата телекомпании все корреспонденты и ведущие программы вернулись на НТВ, поскольку они согласились работать с Борисом Йорданом и новыми менеджерами. 14 апреля 2001 года, после ухода основных сотрудников Службы информации, репортажи для программы «Сегодня» были подготовлены журналистами из программы «Криминал».
С 9 апреля по 7 сентября 2001 года вечерний выпуск выходил в 19:30 (позже в 19:45) внутри программы «Сегодня» — после основной части программы, перед блоками информации о спорте и погоде, а также с 9 июля 2001 года в полночь — вместо ночного выпуска новостей и примерно тогда же в 16:35, а она вещала на 6-м этаже из телецентра «Останкино» (АСБ-16). С 10 сентября 2001 года программа стала выходить 2 раза в день в 14:20 или 15:40, а также в 18:35 в режиме прямого эфира. С 11 февраля 2002 года количество прямых эфиров увеличилось с 2 до 4: она выходила в прямом эфире и утром — в рамках программы «Утро на НТВ» (ранее в утреннем эфире канала транслировался предварительно смонтированный выпуск программы с закадровым голосом ведущего).
По утверждению руководителя программы в 2001—2004 годах Владимира Золотницкого, «„Криминал“ — это альтернативные новости для тех, кого утомила информация на политические темы, для тех, кто хочет видеть, что происходит на соседней улице».
С 9 сентября 2002 года программа стала выходить днём, а с 1 сентября 2003 года стала называться «По праву». В этот же период в редакции наступило критическое время: количество выпусков передачи было сокращено с трёх до одного, хронометраж урезали с 30 до 5-10 минут, многие репортажи снимались для архива и клались на полку, новых заданий и постоянной практики у корреспондентов, редакторов и администраторов передачи практически не было. Ситуация изменилась после резкого снижения рейтингов передачи: по итогам 2003 года дирекция главного продюсера НТВ приняла решение увеличить количество эфирных позиций и ужесточить контроль за материалами.

### «Протокол»
С 12 января 2004 года название изменилось на «Протокол», ведущими передачи стали Михаил Фролов и Денис Солдатиков (поочерёдно). С получением названия программа действительно стала снова выходить по прежнему графику и с прежней продолжительностью — в утреннем блоке, а также отдельно за 25 минут до начала программы «Сегодня» — с понедельника по пятницу в 14:35 и 18:35 (до 25 декабря 2003 года — по четвергам). Также в пятницу вечером в 18:35 (затем в четверг или в пятницу вечером либо поздно вечером, с 8 октября 2022 по субботам в 16:20) стала выходить программа «Протокол. Расследование» (ныне — «Чрезвычайное происшествие. Расследование»). Изначально эта программа состояла из нескольких развёрнутых сюжетов правовой тематики. Под названием «Протокол» передача выходила до 20 августа 2004 года. До 24 сентября 2004 года обзора происшествий на канале не было по причине реорганизации отдела правовых программ и его трансформации в Дирекцию правового вещания НТВ, куда тогда входили «Протокол», «Протокол: расследование», «Внимание, розыск!» и «Чистосердечное признание». Вместо него в сетке вещания стояли повторы старых серий цикла «Криминальная Россия».

### «Чрезвычайное происшествие» (2004 — настоящее время)
C 27 сентября 2004 года название программы сменилось на «Чрезвычайное происшествие», ведущим стал Михаил Тукмачёв. Поначалу программа выходила в эфир по графику времён названий «Криминал» и «Протокол»: в утреннем блоке «Сегодня утром», днём в 15:35 и вечером в 18:35, после ввода круглосуточного вещания на НТВ — в ночном эфире, перед переходом вещания на сетку следующего дня. В утреннем эфире на орбитах обзор происшествий также выходил в урезанном формате, без ведущих в кадре: кто-либо из ведущих или корреспондентов правового вещания за кадром комментировал сводку происшествий, а в конце представлялся и произносил название канала («НТВ»). В 2005—2007 годах количество выпусков программы было увеличено — в сетке канала присутствовали выпуски в 21:45 и 23:45 (перед выпусками программы «Сегодня» в 22:00 и 0:00, были отменены по мере исчезновения этих выпусков). По словам бывших сотрудников НТВ, после второго прихода на канал Юрия Шалимова и Владимира Кулистикова прежде нелояльная к правоохранительным органам и специальным службам криминальная программа стала, наоборот, делаться в более тесном контакте с ними, в частности, МВД России.
С того же момента, после переименования программы «Протокол. Расследование» в «Чрезвычайное происшествие. Расследование», под таким названием в эфир стали выходить документальные мини-фильмы продолжительностью 20-30 минут, многие из которых носили разоблачительный или откровенно пропагандистский характер. Особенно часто подобные фильмы выходили в 2004—2007 и 2011—2016 годах, когда программа выходила нерегулярно (обычно без анонса в печатных программах передач на неделю).
C 23 января 2005 по 28 июня 2015 года также выходило в эфир воскресное приложение к программе под названием «Чрезвычайное происшествие: обзор за неделю». Долгое время автором и ведущим передачи оставался Михаил Тукмачёв. После ухода Тукмачёва с канала в 2010 году, 31 января, программу стал вести Антон Волошко. С 18 марта 2012 года и до закрытия передачи её вёл Артём Колодкин. Изначально программа выходила 2 раза в день: в 10:20 после программы «Сегодня» и в 20:25 после программы «Чистосердечное признание» по воскресеньям, в понедельник утром транслировался повтор. В 2006 году, после переезда в 12-ю студию из 16-й программа стала выходить в 20:25 в воскресенье, в понедельник — до или после выпуска новостей в 10:00. С 13 декабря 2009 года и до закрытия, программа стала выходить до «Итоговой программы»: в 18:20 (после увеличения хронометража — в 18:00).
С 6 февраля 2006 года программа стала анонсироваться в печатных изданиях под названием «Обзор: Чрезвычайное происшествие» — до 13 августа 2021 года программа открывалась соответствующей заставкой. В начале 2010-х годов существовали также утренние выпуски «Чрезвычайного происшествия» по будням в рамках программы «НТВ утром», каждые полчаса (позже — каждый час) перед программой «Сегодня», а также в 9:30, в сетке вещания оставались и выпуски в 15:30 и 18:30. С 25 августа по 7 ноября 2014 года программа выходила три раза в день — в 11:30, 14:30 и 17:30. С 10 ноября 2014 по 3 февраля 2017 с 18 сентября 2017 того же года — только с одним выпуском в день — в дневной сетке вещания телеканала, в 14:30, позже в 13:25, в июне 2019 года — в 16:30. С июля 2015 по март 2017 года и временно в июле—августе 2017—2019 годов программа снималась в отдельном углу студии утренних и дневных выпусков программы «Сегодня» (с 2002 года у передачи были собственные студийные декорации, менявшиеся в 2003, 2006 и 2009 годах).
Украинский телеканал ICTV в 2007 году вёл переговоры с НТВ о покупке формата передачи «Чрезвычайное происшествие».
С 17 апреля 2013 года программа транслируется в формате 16:9.
С 4 апреля 2016 года программа сопровождается бегущей строкой чёрного цвета, на которую выводятся актуальные криминальные новости, полученные по каналам информагентств и других СМИ.
С 24 октября 2016 года повторы выпусков программы также транслируются на «НТВ Право».
С 6 февраля по 15 сентября 2017 года программа вновь выходила в вечернее время — с понедельника по четверг (летом — с понедельника по пятницам) в 18:30. Этот выпуск открывался шпигелем, в котором корреспонденты сами представляли свои репортажи, по аналогии с выпуском программы «Сегодня» в 19:00.
С 6 марта 2017 по 3 августа 2018 года (с перерывом с 14 июля по 14 августа 2017 года) программа вновь выходила в собственной студии.
2 августа 2017 года в прямом эфире дневного выпуска программы «Чрезвычайное происшествие» пьяный мужчина, нецензурно выражаясь, ударил корреспондента Никиту Развозжаева по лицу во время празднования Дня Воздушно-десантных войск, когда он рассказывал, почему именно ВДВ называют элитными войсками. Инцидент произошёл в парке Горького, откуда шло прямое включение. Позже выяснилось, что пьяный хулиган никогда не служил в ВДВ, им оказался Александр Орлов. После этого, журналисты издания URA.RU изучили личную страницу пьяного дебошира в социальной сети «ВКонтакте» и установили, что он ведёт свою личную страницу под своим псевдонимом «Колобок Ярославкин». Впоследствии видеозапись избиения журналиста была показана в выпусках новостей на других федеральных телеканалах и стала объектом интернет-мемов. 25 августа 2017 года решением мирового судьи района Якиманка города Москвы мужчина, напавший на журналиста НТВ, был приговорён к шести месяцам исправительных работ по статье 116 Уголовного кодекса РФ «Побои».
С 27 августа 2018 года программа снимается в углу большой студии-трансформера, откуда выходят также вечерние выпуски «Сегодня», «Итоги недели», «Центральное телевидение» и «Смотр», а до этого — «Итоги дня».
С 22 апреля 2019 по 20 марта 2020 года программа транслируется по будням и в рамках программы «Утро. Самое лучшее» в 6:05 после программы «Сегодня».
С 23 марта 2020 года программа транслируется по будням и в рамках программы «Утро. Самое лучшее» в 6:30 (до 30 апреля 2021 года — в 6:00).

## Ведущие
- Валерия Гавриловская (с 2015 года)[63]
- Марат Сетдиков (2001—2003, 2004—2015, с 2018 года), ранее — корреспондент программы «Сегодня» на «НТВ»[64].

### Бывшие
- Александр Анучкин (2001—2005), также — ведущий программы «Внимание, розыск!», ранее — корреспондент новостей на «ОРТ»[65].
- Сергей Фарафонов (2001—2014), с 2002 по 2014 год — в утреннем эфире, ранее — корреспондент программ «Катастрофы недели» на «ТВ-6» и «Криминал» на «НТВ», сейчас — ведущий новостей спорта в программе «Известия» на «Пятом канале»[66].
- Михаил Фролов (2001, 2003—2004), сейчас перешёл на телеканал «РЕН ТВ», где был назначен директором дирекции информационно-аналитического вещания[67].
- Юрий Шалимов (2001—2002), сейчас генеральный директор «Пятого канала».
- Юлия Шамаль (2002—2003), в утреннем блоке «Утро на НТВ», сейчас работает на телеканале «Звезда».
- Денис Солдатиков (2003—2004), сейчас — ведущий программы «Известия» на «Пятом канале»[68].
- Михаил Тукмачёв (2004—2010), с 2004 по 2005 год основной ведущий программы, также с января 2005 по январь 2010 года — ведущий программы «Чрезвычайное происшествие. Обзор за неделю», сейчас — заместитель генерального директора «РЕН ТВ» по продюсированию[69].
- Александр Голубев (2004—2007), в утреннем блоке «Сегодня утром», перешёл на телеканал «Вести», оттуда — на телеканал «Россия», затем на канал «ТВ Центр»[70].
- Антон Волошко (2005—2012), с 2005 по 2010 год основной ведущий программы, а с января 2010 по март 2012 года — ведущий программы «Чрезвычайное происшествие. Обзор за неделю», ранее — корреспондент программы «Новости Приморья», корреспондент и ведущий новостей на «Первом канале», сейчас — вице-губернатор Приморского края[71].
- Ольга Голубь (2010), позднее — ведущая программы «Новости культуры» на канале «Культура»[72].
- Дарья Собкалова (2010—2014), позднее перешла на телеканал «360», позже работала ведущей программы «Новости дня» на телеканале «Звезда».
- Андрей Иванов (2010—2013)
- Андрей Золотарёв (2010—2013), ранее был корреспондентом программы «Впрок», сейчас сценарист и продюсер фильмов и сериалов[73].
- Артём Колодкин (2012—2018), с марта 2012 по июнь 2015 года — ведущий программы «Чрезвычайное происшествие. Обзор за неделю», а с 2015 по 2018 год основной ведущий программы[74].
- Мария Городилина (2013—2014), позже вела программу «Новости» на телеканале «Мир».
- Евгения Родионова (2013—2015), ранее вела программу «Экстренный вызов 112» на канале «РЕН ТВ», затем работала на канале «Мир».

### Умершие ведущие и корреспонденты
- Павел Волов (корреспондент, погиб в июле 2013 года)[75].
- Георгий Гривенный (корреспондент, работал в программе в 2004—2006 годах, позже на «Пятом канале» и «РЕН ТВ», в последние годы своей жизни работал обозревателем «Известий», скончался в феврале 2024 года)[76][77][78].
- Владимир Золотницкий (один из организаторов, шеф-редактор и руководитель программы, работал в программе в 1996—2004 годах, скончался в октябре 2005 года)[79].
- Владимир Кочетов (оператор, работал в программе в 2005—2006 годах, погиб в ДТП в мае 2006 года)[80].
- Евгений Лагранж (оператор, работал в программе в 1998—2001 годах, погиб в ДТП в марте 2013 года).
- Михаил Лужецкий (корреспондент, продюсер, работал в программе в 2014 году, погиб в авиакатастрофе в декабре 2016 года)[81][82].
- Юрий Оболенский (оператор, работал в программе до 2001 и в 2003—2011 годах, скончался в июле 2011 года от сердечного приступа)[83][84].
- Олег Пестов (оператор, работал в программе в 2000—2016 годах, погиб в авиакатастрофе в декабре 2016 года).
- Никита Развозжаев (корреспондент, работал в программе в 2016—2018 годах, погиб в результате преднамеренного падения с высоты в октябре 2018 года)[63][85][86].

## Пародии
- В одном из выпусков телепередачи «Большая разница» на Первом канале за 2008 год была показана пародия на программу «Чрезвычайное происшествие»[87].
- 17 марта 2012 года в телепередаче «Yesterday Live» на Первом канале была снята пародия на восьмую заставку (2009—2016), где в заставке звучала начальная песня: «Только чернь и криминал, только киллеры и смерть, не расскажем никогда ничего хорошего! Даже если про любовь, только про продажную!».

## Критика
Начиная с сентября 2004 года, в рамках документального цикла «Чрезвычайное происшествие. Расследование» был продемонстрирован ряд неоднозначных лент пропагандистского характера. Все они были направлены против лиц и событий, негативно воспринимающихся российскими властями. Большинство подобных мини-фильмов (кроме самых первых) выходило без указания авторства и представления съёмочной группы.
Первый фильм — «Теракт с предоплатой» — вышел в эфир в сентябре 2004 года и предварительно не анонсировался в печатных программах передач (это стало ещё одной характерной чертой подобных фильмов, выходивших впоследствии). Авторы фильма (Алексей Егоров и Алексей Малков) попытались связать последние теракты в России, включая теракт в Беслане, с крупными российскими компаниями. Среди них в передаче были упомянуты ЮКОС и МЕНАТЕП. По мнению авторов фильма, эти компании якобы «платили деньги бандформированиям в Чечне». Печатные издания связывали появление в эфире НТВ подобных фильмов с приходом на канал нового руководителя дирекции правового вещания — Юрия Шалимова. Два месяца спустя в эфире НТВ прошло продолжение фильма под названием «Человек с метлой» — также авторства Малкова. Следующим антиюкосовским фильмом на НТВ стала лента «Бригада из ЮКОСа» в рамках «Чистосердечного признания». В ней говорится, что под видом добропорядочных бизнесменов из нефтяной компании якобы скрывались преступники. Тема причастности Ходорковского к убийству мэра Нефтеюганска Владимира Петухова была поднята и освещена в таком же разоблачительном фильме «Убийство в подарок», который вышел в эфир НТВ без упоминания в печатных программах поздно вечером 24 июня 2013 года, за 2 дня до 50-летнего юбилея тогда ещё находившегося в заключении олигарха.
В мае 2007 года, после прошедших в марте-апреле того же года Маршей несогласных в Москве и Петербурге, тем же творческим коллективом была выпущена небольшая документальная лента (хронометраж — 15 минут) под названием «Кто заказывает хаос?», представлявшая российскую оппозицию не в лучшем свете. После показа данного фильма лидеры петербургской оппозиции, а также простые граждане, пришедшие на «Марш несогласных», решили подать на НТВ в суд.
Не менее громкими также были ленты «Крёстный батька» (2010—2011, о Лукашенко), «Дело в кепке» (сентябрь 2010 года, о Лужкове), «Голос из ниоткуда», «НЕправое дело» (2011), а также «Анатомия протеста» в двух частях (2012).
После начала Евромайдана на Украине (декабрь 2013) в эфир НТВ вышел фильм «Технологии Майдана», в котором неназванные авторы рассказывали, «кто финансирует Евромайдан и кто в действительности готовит боевые отряды для захвата зданий». В апреле 2014 года широкую известность приобрёл репортаж данной телепередачи из одной из больниц города Николаева, в котором лежащий на больничной койке человек, представленный как Андрей Петхов, был показан «наёмником», гражданином Германии и ещё «нескольких государств», который привёз для «Правого сектора» 500 тысяч евро и готовил группу из пятидесяти граждан Западной Европы к силовым акциям. Как выяснилось впоследствии, за день до репортажа НТВ этот же человек фигурировал в репортаже Независимого телевидения Севастополя как «житель Германии, детский хирург, спасший более двухсот малышей», который «приехал поддержать земляков в борьбе с наступающим неонацизмом», а в день выхода репортажа НТВ этот же человек был показан в новостях на канале «Россия-1» как мирный сторонник антимайдана, получивший тяжёлые травмы при разгоне мирной акции. Русская служба Би-би-си получила на свой запрос ответ от милиции города Николаева, что герой репортажа на самом деле является гражданином Украины. Позднее канал НТВ сообщил, что герой репортажа страдает шизофренией, и упрекнул западные СМИ в попытке уличить его в инсценировке, а главный редактор программы «ЧП» Андрей Иванов возложил вину на «условия революции», в которых проверка фактов, заявляемых интервьюируемым, затруднена. Колумнист Forbes Арина Бородина привела этот случай в качестве примера «удивительной истории пропагандистской кампании» против Украины.
В начале июля 2014 года правозащитник и журналист Ольга Романова, глава неформального объединения «Русь сидящая», баллотировавшаяся на выборах депутатов в Мосгордуму, написала заявление в Следственный комитет о том, что ей публично угрожают убийством. Причиной обращения стал эфир воскресного выпуска программы «ЧП. Расследование», посвященный документальному фильму НТВ «Левозащитники», показанный 29 июня того же года. В нём утверждалось, что Романова и её «пособники» собирают деньги якобы на заключенных (при этом деньги поступают и от тех, кто сам сидит), а тратят их на финансирование боевиков из «Правого сектора». Также в программе в качестве «экспертов» выступили два авторитета преступного мира, один из которых пообещал, что Романову найдут и убьют за использование «общака», которым журналисты НТВ окрестили кассу «Руси сидящей». Помимо заявления об угрозе убийством Романова собирается подать заявление о проверке фактов, изложенных в телепрограмме.
К громким работам относятся и более поздние передачи аналогичного плана с названиями «Патологоанатомия протеста», «Радио несвобода» и «Касьянов день», показанные в период 2015—2016 годов и сделанные снова при участии Алексея Малкова, который в 2017 году ушёл с частью сопричастных лиц с НТВ на «РЕН ТВ» в дирекцию общественно-публицистического вещания, где стал работать над схожими передачами. Автором всех подобных фильмов, вышедших на НТВ с 2017 года, назывался Роман Игонин, который появляется в передачах «ЧП. Расследование» в качестве ведущего.